# Rudi Adams
Rudi Adams (* 10. November 1919 in Masburg; † 23. Mai 2013) war ein deutscher Politiker (SPD). Er war von 1977 bis 1979 Vizepräsident des Europäischen Parlaments und gehörte zu den Mitbegründern der Arbeiterwohlfahrt und der SPD nach dem Zweiten Weltkrieg im Bereich des heutigen Rhein-Erft-Kreises. Von 1966 bis 1980 war er Mitglied des Bundestages.

## Leben und Beruf
Rudi Adam wurde in Masburg im Kreis Cochem geboren. Er besuchte die Volks- und Aufbauschule bis zur Obersekundarreife. Nach einer kaufmännischen Lehre nahm Adams ab 1940 als Soldat am Zweiten Weltkrieg teil. Er geriet in britische Kriegsgefangenschaft, aus der er erst 1947 entlassen wurde. Ab 1948 war er bei der IG Bergbau und Energie beschäftigt und wirkte als Gewerkschaftssekretär. Er brachte es dort bis zum stellvertretenden Bezirksleiter und wurde Mitglied des Aufsichtsrats der Rheinischen Braunkohlewerke. Von 1957 bis 1972 war er als Arbeitnehmervertreter Richter am Bundesarbeitsgericht. Von 1983 bis 1989 war er Vorsitzender der Arbeiterwohlfahrt in Nordrhein-Westfalen und auch deren Bezirksvorsitzender für den Bezirk Mittelrhein. Er war evangelisch, lebte gemeinsam mit seiner Frau in Bergheim und hatte zwei Kinder.

## Partei
Adams trat 1948 der SPD bei. Von 1960 bis 1975 war er zunächst Vorsitzender des Ortsvereins in Frechen und später Kreisvorsitzender im Landkreis Köln. 1966 wurde er stellvertretender Unterbezirksvorsitzender.

## Abgeordneter
Adams war 1957 bis 1975 Mitglied des Stadtrates seines Wohnortes Frechen und gehörte als Stadtverordneter von 1952 bis 1969 dem Kreistag des Landkreises Köln an. Von 1964 bis 1969 war er stellvertretender Landrat dort. Er ist am 8. Dezember 1966 für den ausgeschiedenen Abgeordneten Werner Figgen in den Bundestag nachgerückt. Er war anschließend bis 1980 Mitglied des Deutschen Bundestages.
Rudi Adams zog 1966 über die Landesliste Nordrhein-Westfalen und danach stets als direkt gewählter Abgeordneter des Wahlkreises Köln-Land in den Bundestag ein. Zu seinen Mitarbeitern gehörte auch der Kölner Bundestagsabgeordnete Rolf Mützenich. Sein Nachfolger im Deutschen Bundestag wurde 1980 der Hürther Klaus Lennartz.
Von 1970 bis 1979 gehörte Adams außerdem dem Europäischen Parlament an, dessen Vizepräsident er von 1977 bis zu seinem Ausscheiden war.

## Ehrungen
- 1973: Verdienstkreuz 1. Klasse der Bundesrepublik Deutschland
- 1980: Großes Verdienstkreuz der Bundesrepublik Deutschland